# Ryszard Maciej Nyczka
Ryszard Maciej Nyczka (ur. 4 września 1958 r. w Stargardzie Szczecińskim) – polski reżyser, scenarzysta i producent filmowy telewizyjny i teatralny.

## Życiorys
Absolwent Wydziału Prawa i Administracji UW, Studium Scenariuszowego przy PWSFTViT w Łodzi, Wydziału Reżyserii Dramatu PWST w Warszawie oraz Mistrzowskiej Szkoły Reżyserii Filmowej Andrzeja Wajdy.
Współscenarzysta filmów: Mów mi Rockefeller, Goodbye Rockefeller, oraz serialu Żegnaj Rockefeller. Reżyser, scenarzysta i producent filmów niezależnych: Kobieta z papugą na ramieniu, Siedem przystanków na drodze do raju, Park tysiąca westchnień, Mało upalne lato, oraz Fortuna czyha w lesie. Jego film Kobieta z papugą na ramieniu otrzymał nagrodę główną w Konkursie Kina Niezależnego na 27 Festiwalu Polskich Filmów Fabularnych w Gdyni, oraz "Złotą Kaczkę" – nagrodę redakcji miesięcznika "Film" dla najlepszego filmu offowego w roku 2002. W roku 2010 zrealizował szyderczą komedię Belcanto.